# بيت البوري (السبرة)

تعديل مصدري - تعديل

بيت البوري محلة تابعة لقرية عرض الاعور، التابعة لعزلة مطاية بمديرية السبرة إحدى مديريات محافظة إب في الجمهورية اليمنية.، بلغ تعداد سكانها 46 حسب تعداد اليمن لعام 2004.